# Tak Matsumoto
Takahiro "Tak" Matsumoto (松本孝弘 Matsumoto Takahiro) es un guitarrista nacido el 27 de marzo de 1961 en Toyonaka, Osaka.

## Biografía
Tak Matsumoto estudio música, especializándose en jazz, pero poco a poco fue incorporando en su música elementos del blues, el metal o el rock. A finales de los años 1980 grabó un disco instrumental llamado Thousand Wave, pero no vendió mucho, motivo por el cual decidió crear su propia banda.
Tras escuchar a Kōshi Inaba (cantante totalmente desconocido hasta el momento) quiso tocar con él y tras grabar una versión del Let it Be de los Beatles, no le quedó la menor duda de que aquel tenía que ser su cantante. Así, fundaron B'z, una banda de rock muy famosa en Japón.
Tak Matsumoto mantiene amistad con artistas como Barry Sparks, Billy Sheehan, Eddie Van Halen, Eric Martin, Jack Blades, Joe Perry, Pat Torpeley, Shane Galaas, Steven Tyler o Steve Vai y ha colaborado con algunos de ellos. Por supuesto, también ha trabajado con artistas japoneses como Takuro, guitarrista de GLAY o Shinya, batería de Luna Sea.
Tak Matsumoto admira a Aerosmith, Deep Purple, Eddie Van Halen, Eric Clapton y Led Zeppelin.
En el 2004 formó TMG (Tak Matsumoto Group) junto Eric Martin, Jack Blades y Chris Frazier, con un álbum editado actualmente.
El 11 de octubre de 2019, Matsumoto logra participar en el álbum Metal Galaxy de la banda idol japonesa de heavy metal, kawaii metal y j-pop, Babymetal, con la canción "DA DA DANCE". El video oficial de la canción, es lanzado el 16 de diciembre del mismo año.

## Discografía

### Sencillos
- 1988 - '88 ~ Love Story
- 1989 - #1090 Thousand Dreams
- 2003
  - Ihou-jin (con ZARD)
  - Imitation gold (con Mai Kuraki)

### Sencillos digitales
- 2013 - Live Life
- 2023 - EPIC MATCH ～ the match everyone wanted ～
- 2024
  - BATTLEBOX
  - GLORIOUS 70
  - ブルーライト・ヨコハマ featuring 倉木麻衣 (Mai Kuraki)
  - 傷だらけのローラ featuring 新浜レオン (Leon Niihama)
  - 六本木心中 featuring LiSA

### Discos
- 1988 - Thousand Wave
- 1992 - Wanna Go Home
- 1995 - Rock'n Roll Standard Club
- 1996 - Thousand Wave Plus
- 1999 - Knockin' "T" Around
- 2001
  - Dragon From the West
  - Hana
- 2003 - The Hit Parade
- 2004 - House Of Strings
- 2005
  - Ultraman Original Soundtrack
  - Theater of Strings
- 2010 - TAKE YOUR PICK (con Larry Carlton)
- 2012 - Strings Of My Soul
- 2014 - New Horizon
- 2016 - enigma
- 2017 - Electric Island, Acoustic Sea (con Daniel Ho)
- 2020 - Bluesman
- 2024 - THE HIT PARADE II

## Colaboraciones
- 2019 - "DA DA DANCE" (junto a Babymetal)
- 2024 - "ETERNAL FLAMES" (con Babymetal)

## Curiosidades
- En el disco Thousand Wave el tema número 3 se llama SPAIN.
- Tiene una gran colección de guitarras eléctricas.
- Ha sido el primer japonés y quinto guitarrista del mundo en ser seleccionado por la marca de guitarras Gibson para hacerle su propia guitarra Signature Les Paul.